# Marson
Marson je francouzská obec v departementu Marne v regionu Grand Est. V roce 2012 zde žilo 296 obyvatel.

## Sousední obce
Coupéville, Courtisols, Dampierre-sur-Moivre, Francheville, Chepy, Pogny, Poix, Saint-Germain-la-Ville, Saint-Jean-sur-Moivre, Vésigneul-sur-Marne

## Vývoj počtu obyvatel
Počet obyvatel